# Cerro de la Tortuga
El cerro de la Tortuga es un monte y un yacimiento arqueológico situado a tres kilómetros al oeste del casco urbano de la ciudad de Málaga (España).

## Ubicación

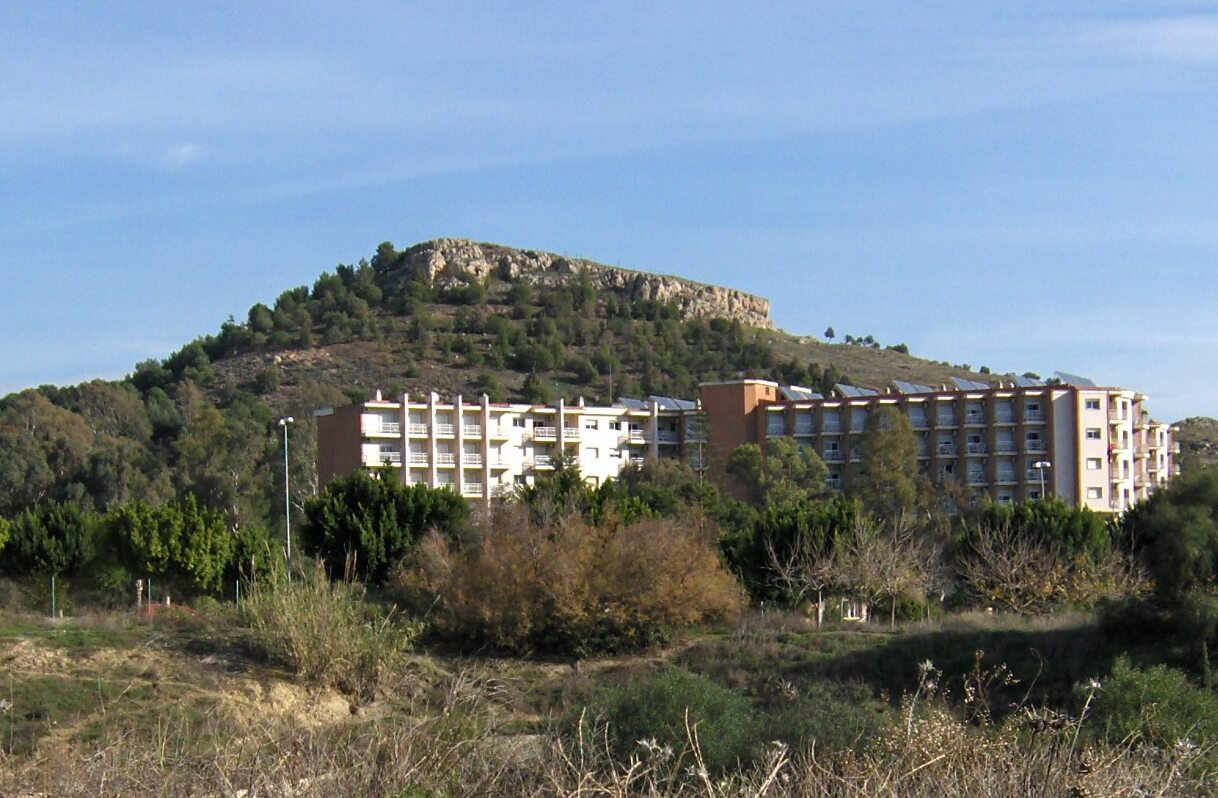
Vista del monte junto a la residencia militar Castañón de Mena.

En la antigua carretera de Antequera; localizándose al norte y junto a esta, entre la Residencia Militar Castañón de Mena, a la izquierda y la finca de La Alcubilla, a la derecha, frente a la Hacienda de Teatinos; sobre un cerro cuyo punto más elevado alcanza la cota de los 174 m de altitud sobre el nivel del mar, del que se distancia entre 3 y 4 kilómetros ocupados por una fértil vega. Desde su cima se divisa la mayor parte del litoral malagueño, unos 23 kilómetros de extensión, comprendido entre las inmediaciones de las localidades costeras de La Cala del Moral, al este, y Torremolinos, al oeste, apreciándose hacia el sur toda la capital con su vega y al norte la cadena montañosa que la rodea.

## Descripción
La superficie de la zona arqueológica es de 29,280 ha, que se extienden sobre un terreno de monte bajo cuyo uso está destinado, en parte, a zona residencial militar. El sector sur se encuentra ocupado por un viejo olivar y su ladera oeste-norte por un extenso pinar.
La zona arqueológica está constituida por un hábitat de época íbero-púnica, al cual se le atribuyen connotaciones sagradas por su ubicación, material y restos de estructuras halladas, planteándose la hipótesis de su utilización conjunta como templo-necrópolis. Los principales restos descubiertos lo forman algunas estructuras de plantas de habitación, cuevas, pozos, muros, enterramientos y varios grabados en rocas, algunos con grafías adscritas, según algunos investigadores, a época íbero-púnica. A tenor de estos mismos estudios, la zona más importante del yacimiento estaría ubicada en la cima del cerro, donde se encontraría el lugar destinado al culto y los ritos, situándose el asentamiento en torno a esta.
El mayor interés de este yacimiento estriba en el material arqueológico, fundamentalmente cerámico. 